# Thyreophora
Thyreophora (Tireofori - "štitonoše" ili samo "oklopni dinosauri" - starogrčki: θυρεος = veliki, izduženi, pravokutni štit, poput vrata; φορεω = ja nosim) bili su podred oklopljenih dinosaura biljojeda unutar reda Ornithischia. Živjeli su od razdoblja rane jure do kraja perioda krede.
Tireofore karakterizira tjelesni štit raspoređen u uzdužne redove duž tijela. Primitivni oblici imali su jednostavne, niske, grebenaste ploče ili osteoderme, dok su napredniji oblici imali složenije strukture uključujući i bodlje i ploče. Većina tireofora imala je malen mozak u odnosu na tijelo.
U tireofore spadaju poznati podredovi kao što su Ankylosauria i Stegosauria, kao i manje poznate grupe. Unutar podreda Ankylosauria dvije glavne grupe su Ankilosauridae i Nodosauridae. U obje grupe prednji su udovi mnogo kraći od stražnjih, a to je bilo veoma izraženo kod stegosaura. Kladus je definiran kao grupa koja sadrži sve vrste srodnije Ankylosaurusu nego Triceratopsu. Tireofora je sestrinska grupa Cerapoda unutar Genasauria.
Ankilosauridi su poznati po velikoj repnoj toljazi koja se sastojala od proširenih kralježaka spojenih u jednu masu. Bili su teško građeni i teško oklopljeni koštanim štitom od glave do repa, pa čak i na očnim kapcima. Bodlje i ispupčenja, često od keratina, također su sačinjavale štit. Glava je bila ravna, zdepasta, s kratkim vratom ili bez njega, oblika lopate i karakterizirale su je dvije bodlje s obje strane glave, otprilike na mjestu ušiju i obraza. Euoplocephalus tutus ja najpoznatiji ankilosaurid.
Nodosauridi, druga porodica unutar Ankylosauria, možda uključuje i pretke ankilosaurida. Živjeli su od razdoblja srednje jure (prije oko 170 milijuna godina) do razdoblja kasne krede (65 milijuna godina) i, iako su bili oklopljeni kao ankilosauridi, nisu imali toljagu na kraju repa. Umjesto toga imali su koštane izrasline u obliku kvrgi i bodlji koje su pokrivale ostatak tijela do repa i koje su se kod nekih povećavale u oštre bodlje. Dva primjera nodosaura su Sauropelta i Edmontonia, ovaj zadnji poznat je po velikim bodljama na ramenima okrenutih naprijed.
Podred Stegosauria sastoji se od Stegosauridae i Huayangosauridae. Ovi dinosauri živjeli su od razdoblja srednje do razdoblja kasne jure, ali neki fosili potječu i iz rane krede. Stegosauri su imali veoma malene glave s jednostavnim zubima u obliku lista. Imali su redove ploča i/ili bodlji na leđima i izdužene repne kralješke. Smatra se da su te ploče služile za reguliranje tjelesne temperature i/ili za privlačenje partnera i zastrašivanje rivala u parenju. Najpoznatiji stegosauri su Stegosaurus i Kentrosaurus.

## Taksonomija
- PODRED THYREOPHORA
  - Emausaurus
  - Scutellosaurus
  - ?Tatisaurus
    - Eurypoda
      - Infrared Ankylosauria
        - ?Porodica Scelidosauridae (možda primitivna grupa)
          - Bienosaurus
          - Lusitanosaurus
          - Scelidosaurus

        - Antarctopelta
        - Minmi
        - Porodica Ankylosauridae
        - Porodica Nodosauridae

      - Infrared Stegosauria
        - Porodica Huayangosauridae
        - Porodica Stegosauridae

## "Tyreophorus"
"Tyreophorus" je neformalni naziv roda koji se ponekad nalazi na popisima dinosaura. Vjerojatno je to greška; von Huene je namjeravao priključiti osrednje ostatke u Thyreophora incertae sedis, ali u jednom trenutku u objavljivanju, tekst je bio izmijenjen tako da izgleda kao da je pravio novo ime roda "Tyreophorus" (kako je objasnio George Olshevsky 1999. u pismu za Dinosaur Mailing List). Naziv nije opisan i inače se ne koristi.